# Tabella a doppia entrata
In matematica e statistica, una tabella a doppia entrata è una tabella a due variabili che permette il confronto fra due entità, una posta in ascissa e l'altra in ordinata secondo un sistema di riferimento cartesiano, e fra ciascuno degli elementi e/o delle parti che le costituiscono. Si applica nell'analisi di due oggetti o, più in generale, di due contesti al fine di individuare le relazioni esistenti o realizzabili fra essi. È soprattutto utile per fare emergere analogie e differenze tra le proprietà degli argomenti studiati.
Una tabella a doppia entrata è costituita da un numero arbitrario di righe e colonne, all'incrocio delle quali vi sono degli spazi, detti generalmente celle, nei quali possono essere riportati i dati.
Le tabelle a doppia entrata consentono ad esempio di analizzare la distribuzione congiunta di due proprietà, per vedere se esistono delle concordanze tra le proprietà stesse degli oggetti di studio.